# To Stay Alive: A Method
To Stay Alive: A Method (Frans: Rester vivant : Méthode) is een Nederlandse documentairefilm uit 2016 van Erik Lieshout, in samenwerking met Arno Hagers en Reinier van Brummelen. De Engels- en Franstalige film is gebaseerd op het essay 'Rester vivant – Méthode' (in het Nederlands verschenen als: 'Leven, lijden, schrijven – methode') van de Franse schrijver Michel Houellebecq uit 1991, over het lot van de dichter en diens verhouding tot de wereld. Een belangrijke rol is weggelegd voor rockzanger Iggy Pop, die voorleest uit het essay van Houellebecq.

## Voorgeschiedenis
Regisseur Erik Lieshout ontmoette Houellebecq voor het eerst toen hij hem interviewde voor het VPRO-kunstprogramma R.A.M. tijdens een persconferentie  na het verschijnen van de roman Mogelijkheid van een eiland (2005). Doordat Lieshout zijn vragen een dag eerder aan Houellebecq had overhandigd, liep het interview als een trein. Naar verluidt noemde Houellebecq het vrij korte R.A.M.-interview "het beste dat ooit over mij gemaakt is". Als vervolg hierop volgde Lieshout Houellebecq tijdens de opnames van de film La Possibilité d'une île (2008), gebaseerd op de genoemde roman en geregisseerd door de schrijver zelf. Lieshout wist dat Houellebecq sinds zijn tienerjaren een toegewijd fan van The Stooges was. Zonder al te veel hoop te koesteren vroeg hij Iggy Pop of deze een track voor de film wilde leveren. Tot zijn verbazing reageerde de zanger enthousiast. Pop had het betreffende boek van Houellebecq kort daarvoor gelezen en las daarna ook zijn andere werk. Hij ontdekte daarbij parallellen met zijn eigen leven en gemoedstoestand, en uiteindelijk inspireerde het hem om een heel album aan Houellebecqs werk te wijden, genaamd Préliminaires, gedeeltelijk gezongen in het Frans. Verschillende nummers houden rechtstreeks verband met de roman. Het resultaat van de samenwerking, de documentaire Laatste woorden (2009), was in oktober 2010 te zien op de Nederlandse televisie in de NTR-documentaireserie Het uur van de wolf.

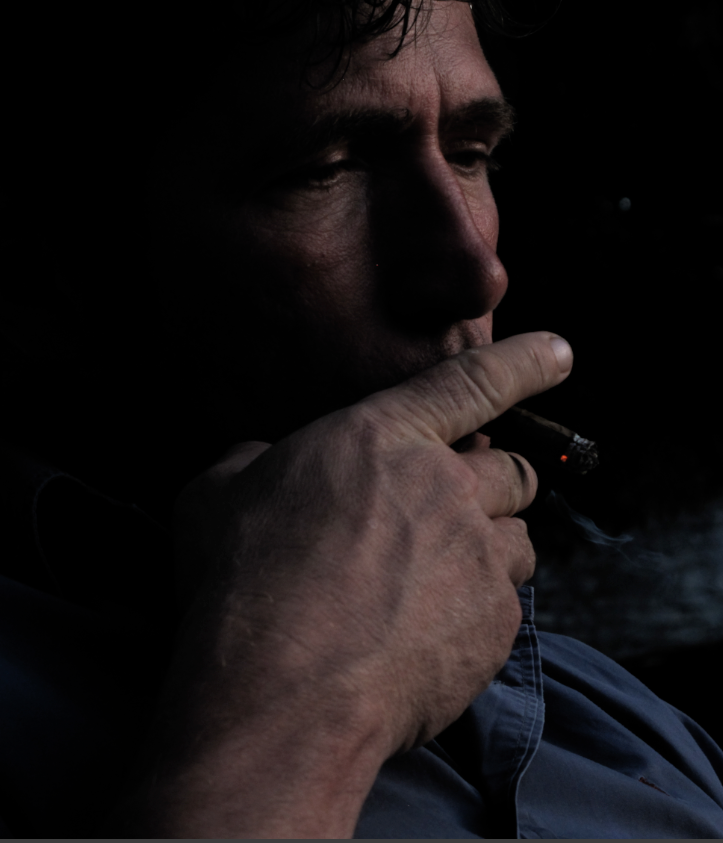
Erik Lieshout (2014)
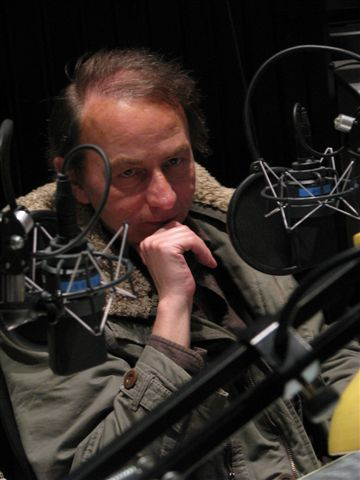
Michel Houellebecq (2008)
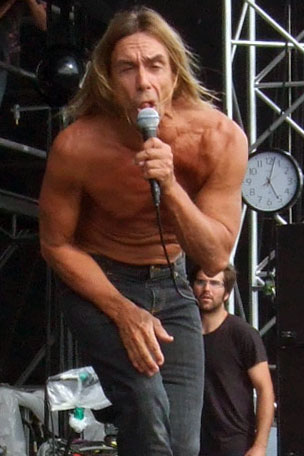
Iggy Pop (2008)

Iggy Pop en Michel Houellebecq ontmoetten elkaar voor het eerst in levende lijve in mei 2009, tijdens Pops Franse promotietour voor het album Préliminaires. Toen pas bleek dat ze al jaren een wederzijdse bewondering voor elkaars werk deelden. Korte tijd later besloten Lieshout, Houellebecq en Pop opnieuw samen te werken in de documentaire To Stay Alive: A Method.

## Inhoud

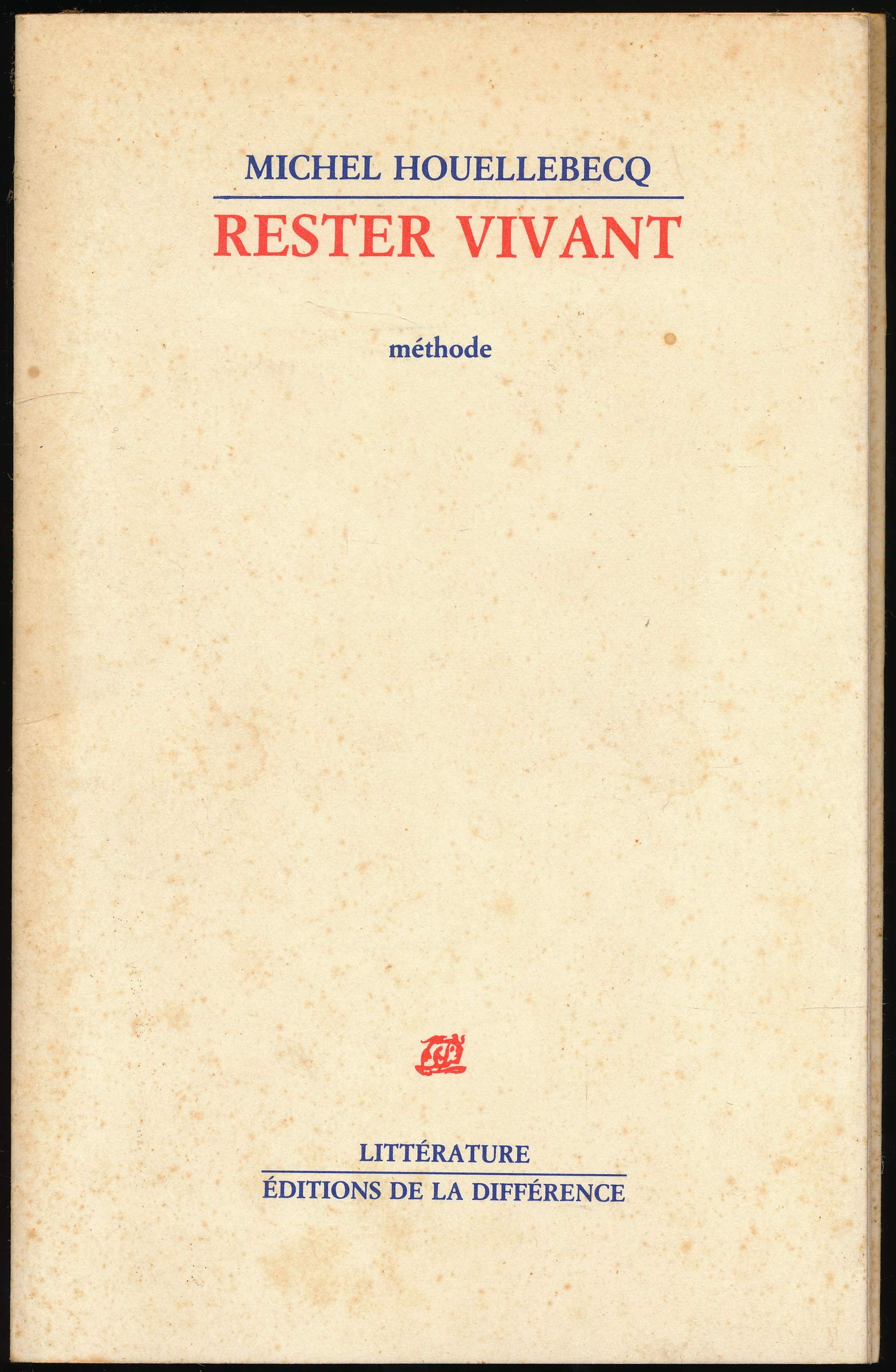
Eerste Franse uitgave van Rester vivant – méthode (1991)

De documentaire is gebaseerd op het twintig pagina's tellende essay van Houellebecq Rester vivant – méthode uit 1991, dat in 1997 verscheen als inleiding bij Houellebecqs dichtbundel: Rester vivant / La Poursuite du bonheur. Het essay is in feite een manifest voor dichters die worstelen met hun geestelijk welzijn en dreigen hun roeping als kunstenaar te verloochenen. Het essay werd door Martin de Haan vertaald in het Nederlands als 'Leven, lijden, schrijven – methode'. Het werd in 2003 als afzonderlijke publicatie uitgegeven door uitgeverij Voetnoot en verscheen een jaar later bij De Arbeiderspers als onderdeel van de essaybundel De koude revolutie. Het essay bestaat uit vier hoofdstukken met de volgende titels: 'Allereerst: het lijden', 'Articuleren', 'Overleven' en 'Slaan waar het pijn doet'.
Houellebecq was aanvankelijk niet enthousiast over het idee van Lieshout om het pamflet Rester vivant – méthode als uitgangspunt voor een filmdocumentaire te nemen. Lieshout verklaarde zijn keuze voor dit ongebruikelijke document vanuit zijn levenslange obsessie met de vraag hoe kunst zich tot het echte leven verhoudt. De vier hoofdstukken van het essay worden in de film gepresenteerd als een soort stappenplan, de vier stadia die je volgens Houellebecq moet doorlopen om je psychische wanhoop om te zetten in een kunstwerk. Delen van het essay worden voorgedragen door Iggy Pop, deels als voice-over. Tussendoor zijn portretten van onbekende en weinig succesvolle kunstenaars te zien, die worstelen met hun leven en roeping. Een van hen is de 31-jarige Anne-Claire, een dichteres die als receptioniste de kost verdient. Jérôme en Robert zijn twee andere kunstenaars, die in de film hun trieste verhaal vertellen. Een vierde personage, dat van de 53-jarige Vincent, ooit een veelbelovend beeldend kunstenaar, nu een kluizenaar, wordt gespeeld door Michel Houellebecq. Iggy Pop identificeert zich met de worstelende kunstenaars en vertelt over de periode in zijn leven dat hij zelf weinig succes kende, hoe hij worstelde met mentale problemen en zelfverminking. De song 'Open Up And Bleed', die in de film te horen is, verwoordt dat. Bijzonder is het moment dat Iggy Pop aan het einde van de film bij Vincent (Houellebecq dus) aan de keukentafel schuift.

## Productie en distributie
De film werd deels opgenomen in Parijs, deels in Iggy Pops tuin in Miami. Het meeste camerawerk is van Reinier van Brummelen. Iggy Pop leverde een aantal songs voor de soundtrack, waaronder het nooit eerder opgenomen On The Beach. De documentaire is geproduceerd door Marc Thelosen (Serious Film) met ondersteuning van AT-Production en de VPRO. Financiële bijdragen werden onder andere geleverd door het Nederlands Filmfonds, het Nederlands Media Fonds en het CoBo-fonds. In april 2016 was de film voltooid.
De première van To Stay Alive: A Method vond plaats op het International Documentary Film Festival Amsterdam (IDFA) op 19 november 2016. Vanaf 2 februari 2017 was de film, met Nederlandse ondertiteling, te zien in Nederlandse en Vlaamse bioscopen en filmhuizen (distributeur: Contact Film). De internationale distributie werd uitbesteed aan CAT 'n Docs. In Polen was de film, onder de titel Przeżyć: metoda Houellebecqa en met Poolse ondertiteling, vanaf 22 september 2017 te zien en trok daar iets meer dan 5900 bezoekers (distributeur: Against Gravity). In Frankrijk, waar de deels ondertitelde documentaire vanaf 9 mei 2018 was te zien, zagen bijna 6800 bezoekers Rester vivant: Méthode (distributeur: Damned Distribution). De film was verder te zien op (documentaire)filmfestivals in onder andere Berlijn (DOKU.ARTS), Kopenhagen (CPH:DOX), São Paulo, Sydney, Cyprus, Wellington, Oslo, Moskou, Vilnius, Bologna, Batoemi, Parijs (F.A.M.E.), Tallinn, Espoo, Bangkok, Hamburg en Minsk. Op het Biografilm Festival in Bologna won de film de Best Film Unipol Award.

## Ontvangst
De film werd in Nederland positief ontvangen. Leon Verdonschot schreeft in De Groene Amsterdammer: "[...] we kijken naar de popster, en we hóren de schrijver, voorgedragen door de popster. Zeker op zijn laatste albums zijn ze prachtig; de momenten waarop Iggy Pop het zingen vervangt door voordragen, waar hij kiest voor spoken words. In de openingsminuten van To Stay Alive wordt nog eens duidelijk waarom: zijn stem is diep, geleefd, en ademt een poëtische kant van rock-’n-roll uit." De recensent van de Volkskrant voegde daaraan toe: "De twee cultuuriconen Iggy Pop en Michel Houellebecq figureren in een verfrissende feelgoodfilm over lijden. Het door Erik Lieshout verfilmde essay van Houellebecq wordt geen moment zwaar of belerend."